# دریک کلارک (بازیکن فوتبال)
دریک کلارک (انگلیسی: Derrick Clark; ۲۷ دسامبر ۱۹۳۵ – ۱۹۸۵) بازیکن فوتبال اهل بریتانیا بود.
از باشگاه‌هایی که در آن بازی کرده است می‌توان به باشگاه فوتبال دارلینگتون اشاره کرد.